# ニューオータニガーデンコート
ニューオータニガーデンコートは、東京都千代田区にある超高層ビル。

## 概要
ホテルニューオータニのホテル館「ザ・メイン」から赤坂・永田町方面へ並ぶ高層ビル群の一つで、ホテル館に隣接する「ニューオータニ・ガーデンタワー」に続いて立っている。法人向けで会員制のガーデンコートクラブがある29・30Fからは、赤坂界隈や国会議事堂など、東京を代表する風景が一望できる。

## テナント
夥しい企業群が並ぶ。
- 28F　エイゴン インサイトジャパン、サイモン・クチャーアンドパートナーズ
- 22F   フーバーブレイン
- 22F HIROTSUバイオサイエンス
- 21F/8F　ランスタッド株式会社
- 19F　重信国際特許事務所
- 14F　リコーリース株式会社
- 11F　旭ダイヤモンド工業株式会社
- 10F　株式会社岡村製作所、ユーラーヘルメス、イントラリンクス
- 9F　ユニゾン・キャピタル株式会社
- 8F　クリエイティブバンク、エクラコンサルティング
- 7F　田北デンタルクリニック、赤坂パートナーズ、アージスジャパン、ネオグリッド・エーピー NeoGrid
- 4F　株式会社レダグループホールディングス（健康食品・中古車・不動産などの販売）

かつてのテナント
- 27F-24F エヌエヌ生命保険株式会社
- 13F-18F ボストンコンサルティンググループ